# Ua Pou

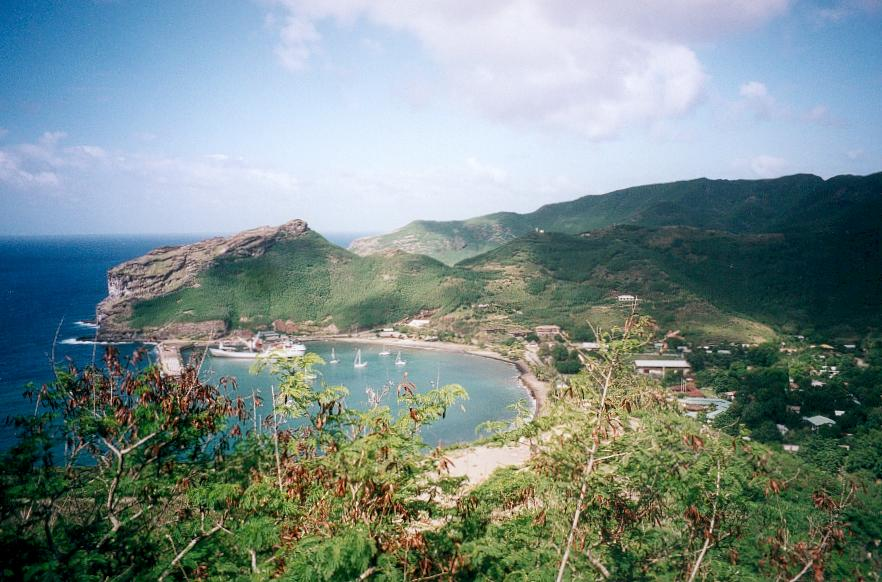
Haven van Hakahau

Ua Pou is een eiland in de Stille Oceaan en maakt deel uit van de Marquesaseilanden (Frans-Polynesië). Het ligt ongeveer 50 kilometer ten zuiden van Nuku Hiva, het grootste eiland van de Marquesaseilanden. Het hoogste punt van het eiland is Mont Oave, die 1232 meter hoog is.

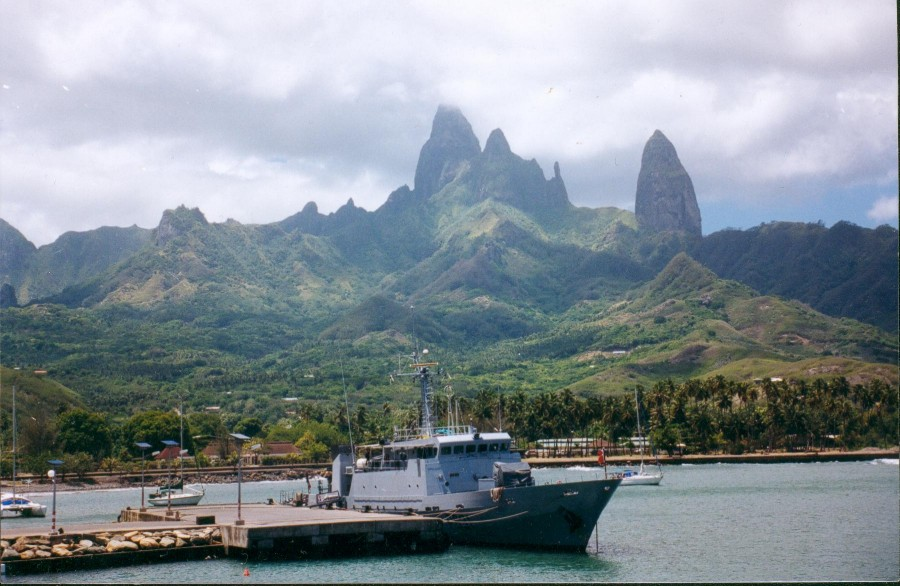
Ua Pou

Noordelijke groep:
Eiao ·
Hatutu ·
Motu Iti ·
Motu One ·
Nuku Hiva ·
Ua Huka ·
Ua Pou
Zuidelijke groep:
Fatu Hiva ·
Fatu Huku ·
Hiva Oa ·
Moho Tani ·
Motu Nao ·
Tahuata